# Station Klooga-Ranna
Station Klooga-Ranna is een station in de Estische plaats Kloogaranna in de gemeente Lääne-Harju. Het station is het eindpunt van de spoorlijn Klooga - Kloogaranna, een aftakking van de spoorlijn Tallinn - Paldiski.

## Treinen
De volgende trein stopt op Station Klooga-Ranna:
| Vervoerder | Treinsoort | Route                          | Opmerkingen                           |
| ---------- | ---------- | ------------------------------ | ------------------------------------- |
| Elron      | Stoptrein  | Tallinn – Keila – Klooga-Ranna | Stopt op alle tussenliggende stations |

Klooga · 
Klooga-Ranna